# Sam Husseini
 (février 2025).
- Si vous ne connaissez pas le sujet, laissez ce bandeau (vous pouvez alors contacter les auteurs).
- Si vous supprimez le contenu mis en cause (vous pouvez préalablement contacter les auteurs),

argumentez précisément cette suppression dans la page de discussion
(un manque de référence n'est pas un argument ; une recherche réelle de référence doit avoir été effectuée, être formellement documentée).
 (février 2025).
Pour les articles homonymes, voir Husseini.
Sam Husseini (né Osama Husseini, arabe: أسامة الحسيني) (né en 1966) est un journaliste et activiste politique américain. Il est directeur de la communication de l'Institute for Public Accuracy, un groupe à but non lucratif basé à Washington, D.C., qui met en avant des experts progressistes comme sources alternatives pour les journalistes des médias grand public. Il a auparavant travaillé pour l'American-Arab Anti-Discrimination Committee et pour le groupe de surveillance des médias Fairness and Accuracy in Reporting. Husseini a écrit des articles pour diverses publications, notamment CounterPunch, The Nation, The Washington Post, USA Today et Salon.

## Jeunesse
Husseini est né sous le nom d'Osama Husseini en 1966 d'un père chrétien palestinien originaire de Tibériade et d'une mère chrétienne jordanienne. Ses parents ont immigré aux États-Unis lorsqu'il avait cinq ans. Husseini a grandi dans le quartier de Queens à New York. Il est devenu citoyen américain en 1984. 
Husseini est diplômé de l'université Carnegie Mellon, où il a obtenu une double licence en mathématiques appliquées et en logique et computation[réf. nécessaire].

## Carrière
Après avoir obtenu son diplôme, Husseini a travaillé comme programmeur et enseignant en mathématiques. Il a ensuite rejoint Fairness and Accuracy in Reporting (FAIR), où il était spécialiste du Moyen-Orient. Après l'attentat du World Trade Center de 1993, il était chargé de surveiller les médias pour détecter des signes de préjugés anti-arabes et anti-musulmans.  
Husseini a été directeur des médias pour l'American-Arab Anti-Discrimination Committee.  
Après avoir quitté FAIR, il est devenu directeur de la communication de l'Institute for Public Accuracy, un poste qu'il occupe depuis 1997. En 2020, il était répertorié comme analyste principal pour l'Institute for Public Accuracy et contributeur à The Nation.  
En 2000, il a fondé le site VotePact.org, qui encourage les démocrates et républicains désabusés à s'associer pour voter en faveur de partis tiers et de candidats indépendants
.  
En 2006, Husseini a lancé le site WashingtonStakeout.com, où il interroge de manière incisive des personnalités politiques à leur sortie des émissions de débat du dimanche matin[réf. nécessaire].
En 2011, le directeur exécutif du National Press Club a suspendu Husseini pour avoir posé des questions à l'ambassadeur saoudien aux États-Unis, Turki ben Fayçal Al Saoud, jugées comme des « déclarations tendancieuses ». Le comité d'éthique du club a ensuite levé la suspension[réf. nécessaire].
Husseini avait interrogé le prince Al-Faisal, ancien chef des services de renseignement saoudiens, en déclarant : Je veux savoir quelle légitimité a votre régime, monsieur. Vous vous présentez devant nous en tant que représentant de l’un des régimes les plus autocratiques et misogynes de la planète. Human Rights Watch et d'autres rapports dénoncent la détention et la torture d'activistes, vous avez réprimé le soulèvement démocratique à Bahreïn, tenté de renverser le soulèvement démocratique en Égypte et vous continuez à opprimer votre propre peuple.
Husseini a été expulsé de la conférence de presse du sommet entre la Russie et les États-Unis à Helsinki en 2018, avant l’arrivée de Trump et Poutine, après avoir brandi une pancarte mentionnant « Traité sur l'interdiction des armes nucléaires », que les autorités russes ont qualifiée d’« objet malveillant ». Un journaliste de CBS News a déclaré qu'il avait « chahuté » des reporters et deux membres de la sécurité. Husseini a expliqué qu'il espérait interroger Trump sur le premier traité international juridiquement contraignant visant à interdire les armes nucléaires et à les éliminer totalement.
Le 16 janvier 2025, Husseini a été expulsé de la dernière conférence de presse du secrétaire d'État américain Antony Blinken après avoir interrompu son discours préparé avec des questions sur la gestion par les États-Unis de la crise humanitaire à Gaza et leur complicité dans les crimes de guerre israéliens pendant la guerre à Gaza. Alors qu'il était évacué, il a crié : « Criminel ! Pourquoi n’êtes-vous pas à La Haye ? » Husseini a ensuite rapporté avoir été « porté hors de la salle et menotté » et a affirmé que l’équipe de sécurité avait fait usage d'une « force excessive »,,.

## Écriture
Husseini a écrit sur la couverture médiatique américaine du conflit israélo-arabe . En 1994, il a suggéré que les multiples condamnations pour crimes de General Electric devraient rendre la société inéligible à la détention de licences de diffusion.  
Dans un article publié par Salon en 2020, Husseini a suggéré que l’épidémie de COVID-19 à Wuhan pouvait être le résultat d’un laboratoire de guerre biologique ayant découvert le virus dans la nature et l’ayant étudié avant qu’il ne s’échappe. Il a soutenu que la pandémie révélait la menace d’une course aux armements biologiques, qui pourrait entraîner d’autres pandémies à l’avenir.